# Fontaine-Chalendray
Fontaine-Chalendray là một xã trong tỉnh Charente-Maritime trong vùng Nouvelle-Aquitaine, tây nam nước Pháp. Xã Fontaine-Chalendray nằm ở khu vực có độ cao từ 69-154 mét trên mực nước biển.